# Estreito de Irbe

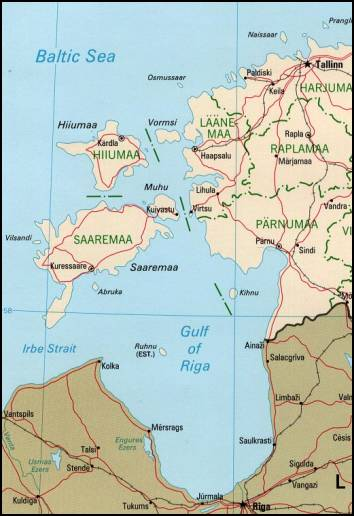
O golfo de Riga, com o estreito de Irbe à esquerda no mapa

O estreito de Irbe (em estoniano:  Kura kurk, em letão:  Irbes jūras šaurums), é a principal saída do golfo de Riga para o mar Báltico, entre a península de Sõrve na ilha de Saaremaa, Estónia e a península da Curlândia na Letónia. Tem 27 km de largura mínima.